# Амуссу-Гену, Бертран
Бертра́н Амуссу́-Гену́ (фр. Bertrand Amoussou-Guenou; 29 мая 1966, Дакар) — французский дзюдоист сенегальского происхождения, представитель полусредней весовой категории. Выступал за национальную сборную Франции во второй половине 1980-х — первой половине 1990-х годов. Бронзовый призёр чемпионата Европы, победитель Средиземноморских игр в Греции, победитель и призёр многих турниров национального и международного значения. Также известен как боец смешанного стиля, тренер по единоборствам и спортивный функционер.

## Биография
Бертран Амуссу-Гену родился 29 мая 1966 года в Дакаре, Сенегал, однако в возрасте четырёх лет вместе с семьёй переехал на постоянное жительство во Францию. Его отец, по происхождению бенинец, работал инструктором по дзюдо и карате — он с раннего детства привил сыну любовь к единоборствам. Серьёзно заниматься дзюдо начал в одиннадцать лет.
Впервые заявил о себе в  1985 году, выиграв серебряную медаль на молодёжном международном турнире в Пуатье. Впоследствии становился чемпионом Франции по дзюдо в полусреднем весе, в течение десяти лет состоял в основном составе французской национальной сборной, принимая участие в крупнейших международных соревнованиях. Наибольшего успеха на взрослом международном уровне добился в сезоне 1990 года, когда побывал на чемпионате Европы во Франкфурте и завоевал здесь награду бронзового достоинства. Также был призёром Кубка мира, побеждал на Средиземноморских играх в Греции, становился призёром командного европейского первенства.
В 1995 году Амуссу-Гену завершил карьеру дзюдоиста и решил попробовать себя в смешанных единоборствах, но потерпел неудачу — на турнире в Бразилии попался в удушающий приём сзади и вынужден был сдаться. В течение многих лет работал тренером по единоборствам. В 2004 году вновь выступил в ММА, на турнире крупнейшей японской организации Pride Fighting Championships победил своего соперника техническим нокаутом во втором раунде.
Впоследствии занялся административной деятельностью, в 2008 году занял пост президента Комиссии по смешанным боевым искусствам Франции. В 2010 году присутствовал на Всемирных играх боевых искусств в Пекине в качестве посланника от джиу-джитсу. В 2013 году был избран на должность президента новосозданной Международной федерации смешанных боевых искусств и участвовал в проведении первого чемпионата мира в Лас-Вегасе.
Его младший брат Карл Амуссу так же является довольно известным бойцом смешанного стиля.